# 우르구

우르 구의 위치

우르구(한국어: 오일구, 중국어: 烏日區, 병음: Wūrì Qū)는 중화민국 타이중시의 시할구이다. 넓이는 43.4032km2이고, 인구는 2015년 8월 기준으로 72,203명이다.

## 지리
구의 남단을 다두시(大肚渓)가 흘러 장화 시와의 경계가 되고 있다. 또 북부를 난툰 구와 접하고, 서부를 다두 구, 동부를 다리 구와 접하고 있다. 향내를 여러 개의 하천이 흐르고 이들이 모두 다두시로 요입(凹入, 한 곳으로 합류) 하는 것에서 요입이라는 별칭으로도 불린다.

## 역사
옛날에는 호일(湖日)로 불렸지만 일본 통치 시대에 우지쓰(烏日)로 지명이 바뀌어 현재에 이른다.

## 교통
- 타이완 고속철도
- 타이완 철로관리국 타이중 선
- 국도 3호선

## 같이 보기
- 타이중시